# Manel Navarro
Manel Navarro Quesada (* 7. März 1996 in Sabadell) ist ein spanischer Sänger aus Katalonien.

## Leben und Karriere
Im Alter von 14 Jahren schenkte sein Vater ihm seine erste Gitarre. Navarro singt seine Lieder hauptsächlich auf Englisch und ist vor allem in den Genres Pop und Tropical House anzutreffen. Er lud privat aufgezeichnete Coverversionen von bekannten Liedern auf sozialen Netzwerken hoch.
Erstmals bekannt wurde Navarro im Jahr 2014, als er den katalanischen Jugendmusikwettbewerb Catalunya Teen Star gewinnen konnte. Daraufhin unterzeichnete er einen Plattenvertrag beim Musiklabel Global Music und wurde wenig später von Must! Productions übernommen, woraufhin er als Eröffnungsact der spanischen Girlband Sweet California bei deren Wonder Tour auftrat. 2016 unterzeichnete er schließlich einen Vertrag bei Sony Music Entertainment.
Im Januar 2017 wurde bekanntgegeben, dass Navarro mit dem Lied Do It for Your Lover am spanischen ESC-Vorentscheid Objetivo Eurovisión 2017 teilnehmen wird. Bei dem stark umstrittenen Showformat, das darauf beruhte, dass von sechs Teilnehmern fünf vom Sender Radiotelevisión Española ausgewählt werden und der sechste nach einer öffentlichen Abstimmung der Bevölkerung von einer Jury aus drei verbliebenen Kandidaten ausgewählt wird, konnte er als intern ausgewählter Kandidat punktgleich Platz eins erreichen. Während das Publikum sich durch laute Rufe für Konkurrentin Mirela aussprach, entschied sich die Jury für Navarro, sodass es zum Eklat kam und er in der Show live vom Publikum ausgebuht wurde. Durch den Sieg war Navarro Spaniens Vertreter beim Eurovision Song Contest 2017 in Kiew. Er wurde mit 5 Punkten, die von den Zuschauern aus dem Nachbarland Portugal kamen, Letzter.

## Diskografie

### Alben
- 2021: Cicatriz

### Singles
- 2014: Brand New Day
- 2016: Candle
- 2017: Do It for Your Lover
- 2017: Keep on Falling
- 2018: Voulez-vous danser?
- 2018: Roller Coaster Ride
- 2019: Mi mejor despedida
- 2020: Que te vaya bien
- 2020: Los restos
- 2020: Quiéreme
- 2021: Que Tengas Suerte
- 2021: ¿Qué Tal?
- 2021: Pierda